# Loire-Authion
Loire-Authion ist eine französische Gemeinde mit 16.588 Einwohnern (Stand: 1. Januar 2022) im Département Maine-et-Loire in der Region Pays de la Loire. Sie ist dem Arrondissement Angers und dem Kanton Angers-7 zugehörig. Die Einwohner werden Loire-Authiens genannt.
Loire-Authion entstand als Commune nouvelle im Zuge einer Gebietsreform zum 1. Januar 2016 durch die Fusion von sieben ehemaligen Gemeinden, die nun Ortsteile von Loire-Authion (Communes déléguées) darstellen. Der Verwaltungssitz befindet sich in der Ortschaft Saint-Mathurin-sur-Loire.

## Geographie
Loire-Authion liegt etwa zwölf Kilometer östlich von Angers an der Loire, die auch die südliche Gemeindegrenze bildet. Umgeben wird Loire-Authion von den Nachbargemeinden Villevêque, Sarrigné und Corzé im Norden, Jarzé Villages und Cornillé-les-Caves im Nordosten, Mazé-Milon im Osten, La Ménitré und Gennes-Val-de-Loire im Südosten, Brissac Loire Aubance und Blaison-Saint-Sulpice im Süden, Les Garennes sur Loire und Les Ponts-de-Cé im Südwesten, Trélazé im Westen, Saint-Barthélemy-d’Anjou im Westen und Nordwesten sowie Le Plessis-Grammoire im Nordwesten.

## Gliederung
| Ortsteil                                   | ehemaliger INSEE-Code | Fläche (km²) | Einwohnerzahl (2013) |
| ------------------------------------------ | --------------------- | ------------ | -------------------- |
| Andard                                     | 49004                 | 11,99        | 2511                 |
| Bauné                                      | 49019                 | 20,99        | 1689                 |
| La Bohalle                                 | 49032                 | 09,35        | 1228                 |
| Brain-sur-l’Authion                        | 49042                 | 22,92        | 3438                 |
| Corné                                      | 49106                 | 16,64        | 2881                 |
| La Daguenière                              | 49117                 | 11,92        | 1285                 |
| Saint-Mathurin-sur-Loire (Verwaltungssitz) | 49307                 | 19,85        | 2439                 |

## Sehenswürdigkeiten

### Andard
- Kirche Saint-Symphorien aus dem 11./12. Jahrhundert, Umbauten aus dem 19. Jahrhundert, Monument historique seit 1957

### Bauné
- Kirche
- Schloss Briançon aus dem 17. Jahrhundert

### La Bohalle
- Kirche Saint-Aubin, 1840 bis 1845 erbaut, seit 1975 Monument historique
- Kapelle La Salette
- Kapelle Saint-Joseph

### Brain-sur-l’Authion
- Kirche Saint-Pierre, seit 1988 Monument historique
- Schloss Narcé, seit 1975 Monument historique
- Haus Landes, Herrenhaus, seit 1984 Monument historique

### Corné
- Kirche Saint-Blaise, Monument historique seit 1972
- Brücke über den Authion

### La Daguenière
- Kirche Saint-Blaise-et-Saint-Nicolas aus dem 19. Jahrhundert
- Windmühle Les Grand-Champs aus dem 18. Jahrhundert

### Saint-Mathurin-sur-Loire
- Kirche Saint-Mathurin, Kirchbau im neogriechischen Stil aus dem 19. Jahrhundert, Monument historique seit 1991
- Kapelle in La Marsaulaye aus dem 15. Jahrhundert, Monument historique
- Haus der Loire im Anjou für das UNESCO-Welterbe "Val de Loire"
- Haus L’Ecce Homo
- Adelshaus aus dem 18. Jahrhundert in La Marsaulaye mit Gebäudeteilen aus dem 17. Jahrhundert, Monument historique

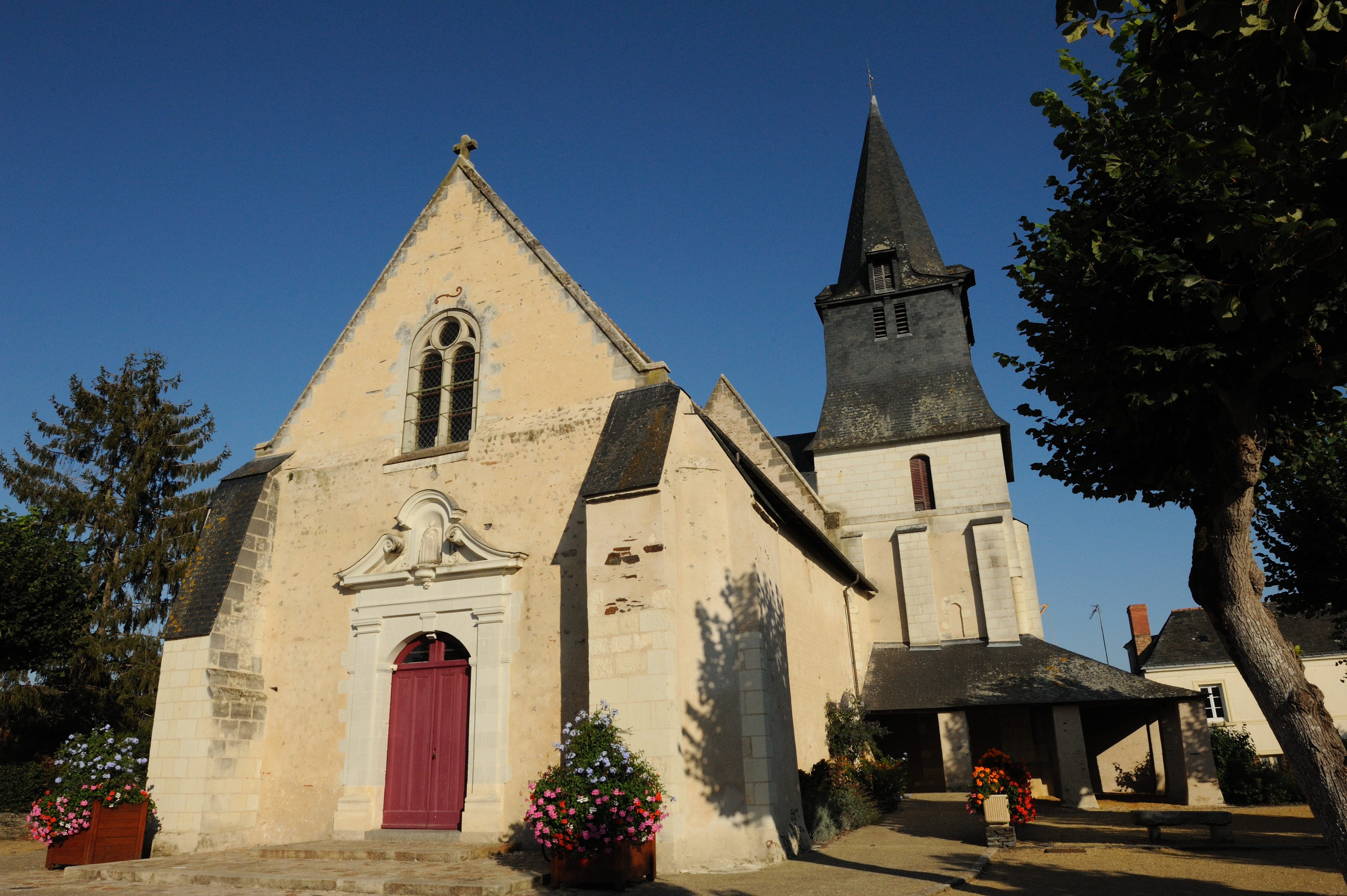
Kirche Saint-Symphorien in Andard
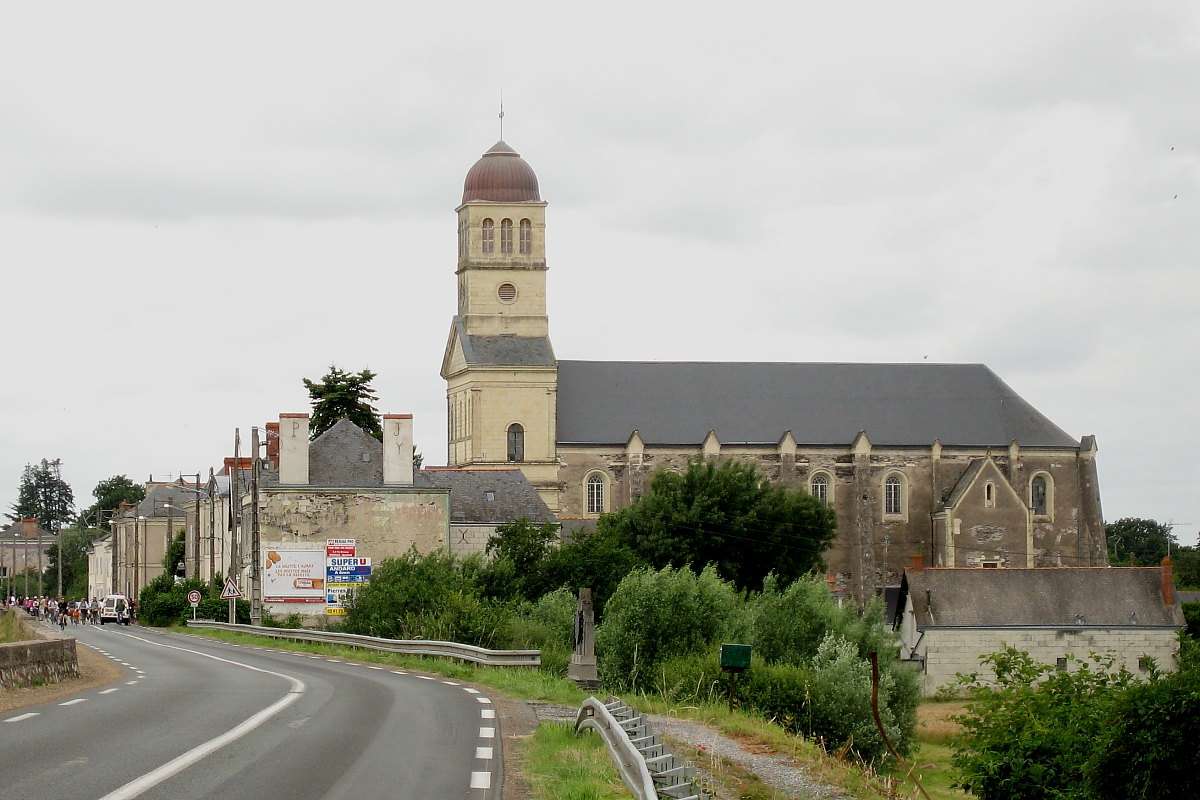
Kirche Saint-Aubin in La Bohalle
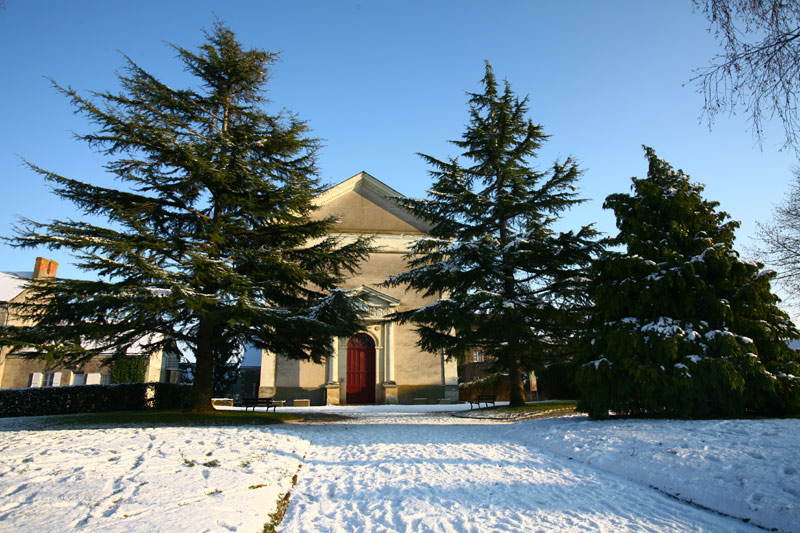
Kirche Saint-Pierre in Brain-sur-l'Authion
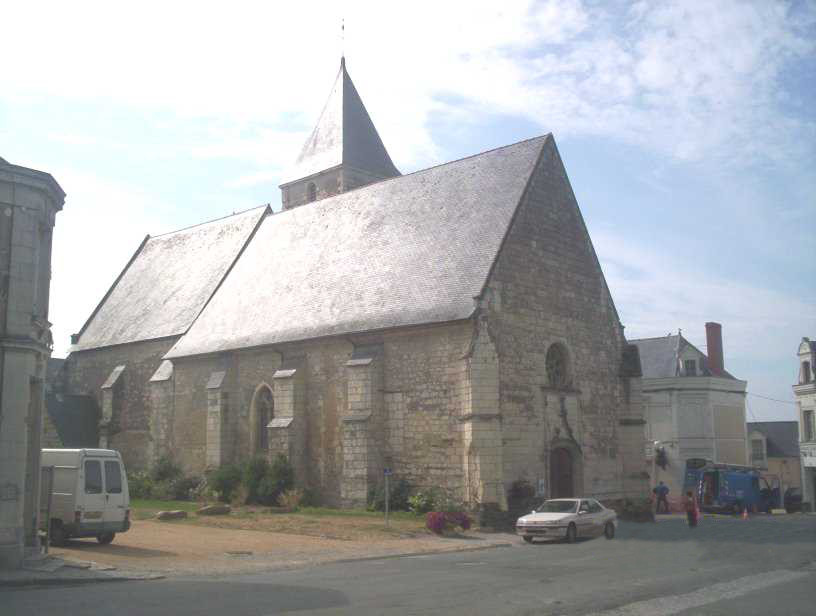
Kirche Saint-Blaise in Corné
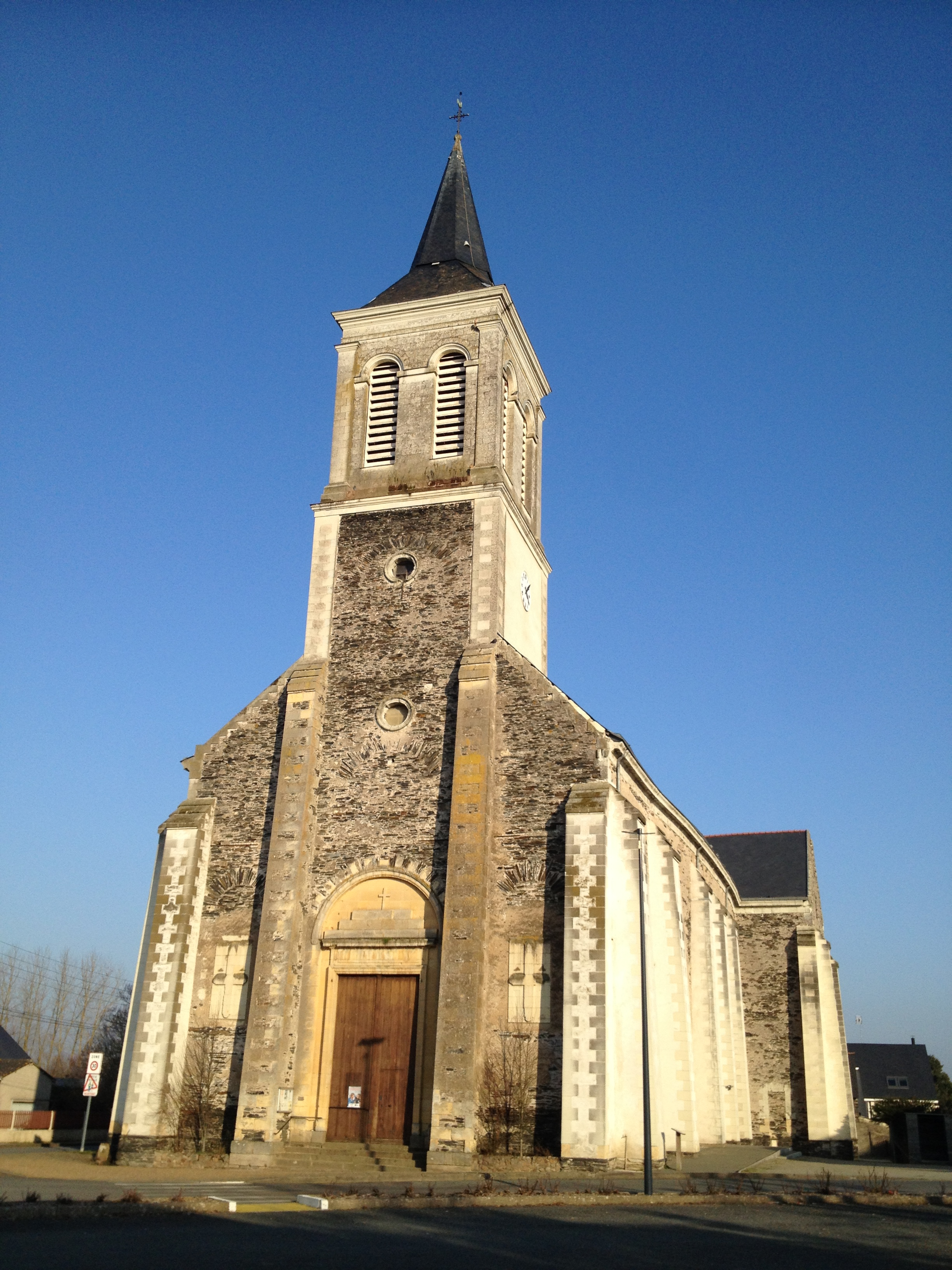
Kirche Saint-Blaise-et-Saint-Nicolas in La Daguenière
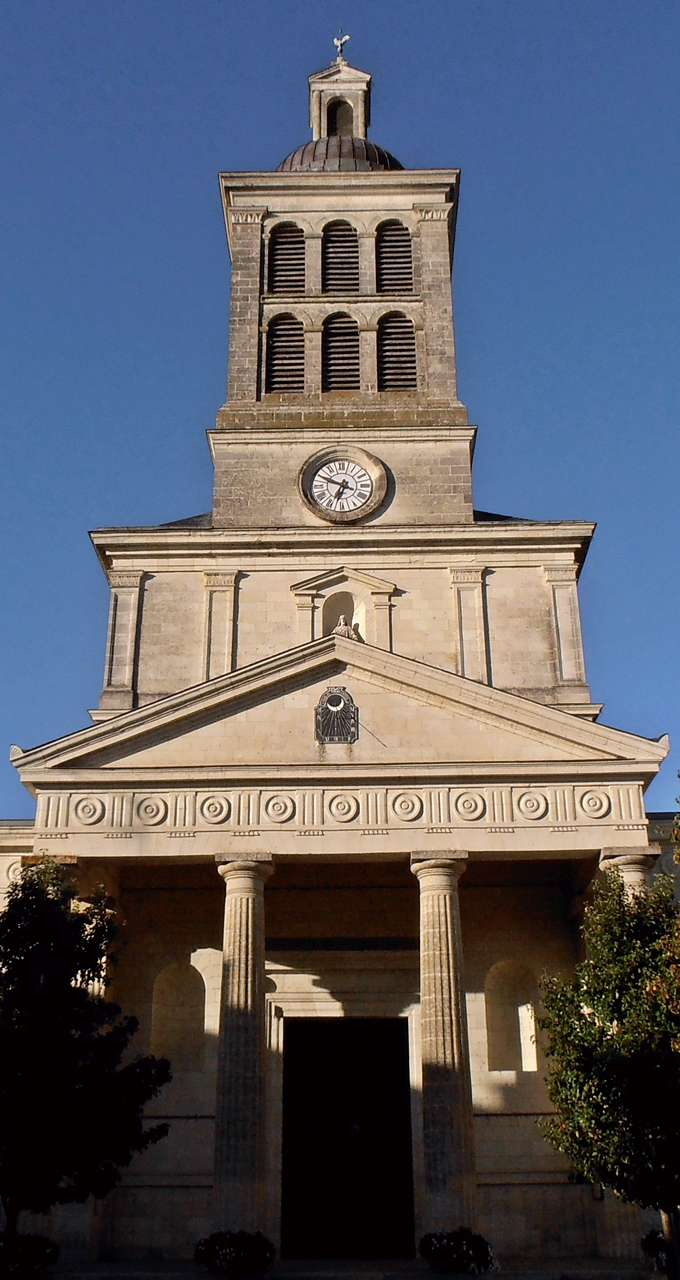
Kirche Saint-Mathurin
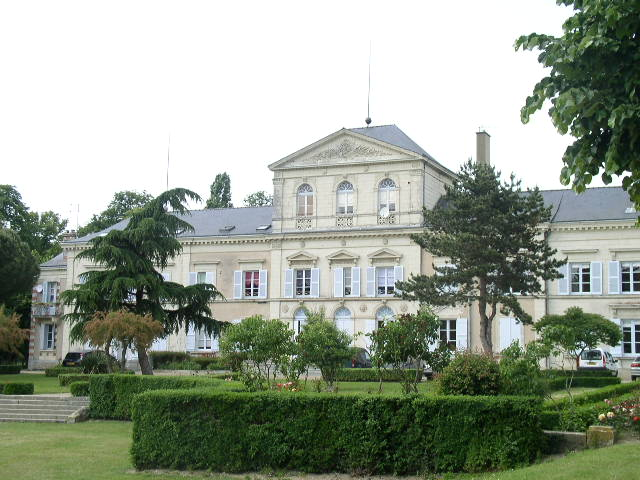
Schloss Narcé
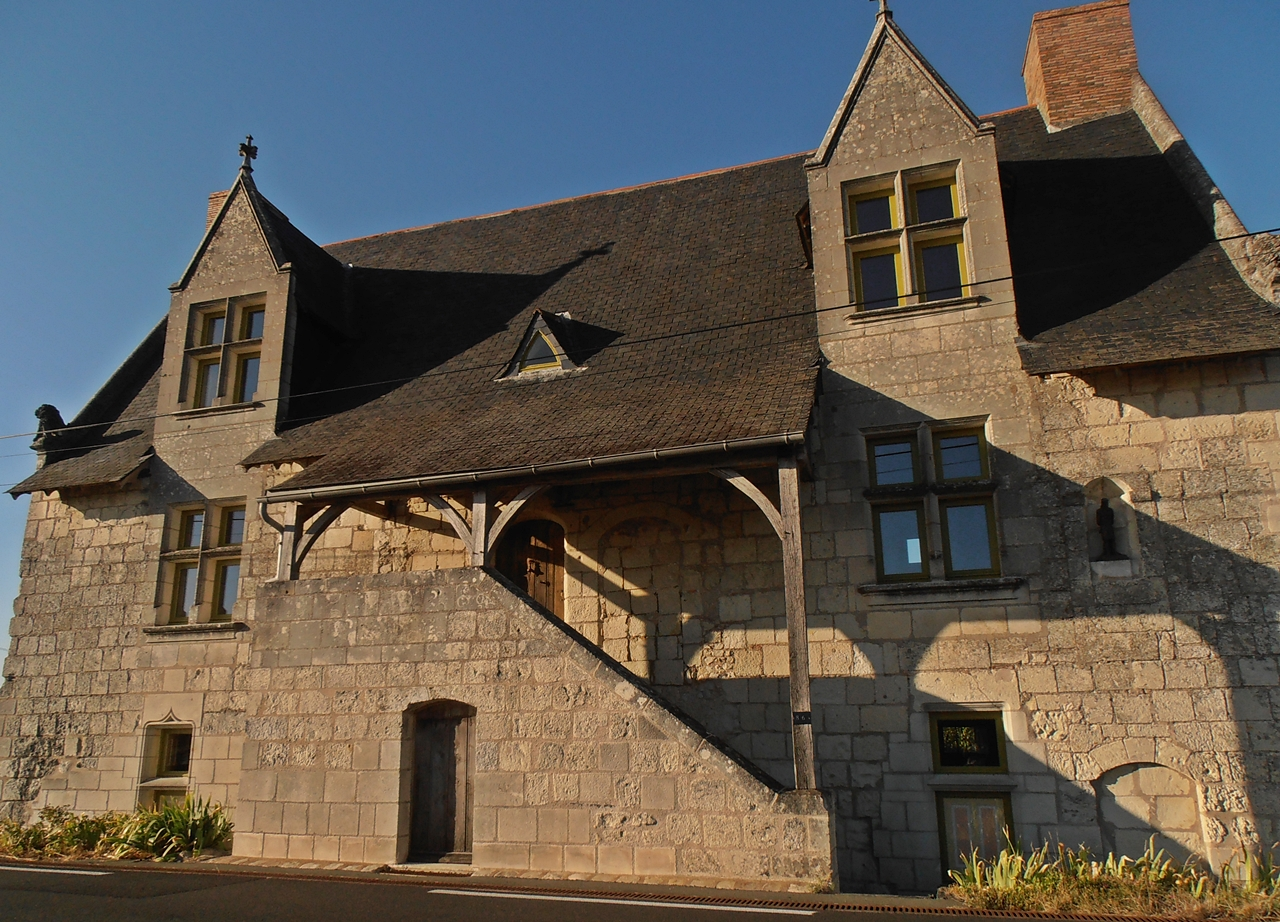
Haus L’Ecce Homo in Saint-Mathurin-sur-Loire

## Persönlichkeiten
- André Jaunet (1911–1988), Flötist und Instrumentalpädagoge
- Josep Grau-Garriga (1929–2011), Maler